# Göran De Geer
Göran De Geer, född 26 mars 1942 i Bromma, är en pensionerad svensk militär med generalmajors grad.

## Biografi
De Geer avlade studentexamen 1961 och officersexamen vid Militärhögskolan Karlberg 1964. Han gick militärhögskolans ingenjörstekniska kurs 1972, blev officer vid Ing 3 1964, tjänstgjorde vid arméstaben och försvarsstaben 1972–1983, var försvarsattaché i London 1985–1989, chef för Ing 1 1989, departementsråd (chef enheten för internationella militära frågor), placerad vid Försvarsdepartementet 1989–1992, chef för Svea Livgarde I 1/Fo 44 och kommendant i Stockholm 1993–1994, chef för MKG från 1994.
Han är gift 1965 med banktjänsteman Margaretha Henricson, född 1942, dotter till överste Gunnar Henricson och Ansa, född Carlberg.